# イオンタウン東加古川
イオンタウン東加古川（イオンタウンひがしかこがわ）は、兵庫県加古川市平岡町にあるフジ運営のショッピングセンター。

## 概要
JR神戸線（山陽本線）東加古川駅の南東、国道2号沿いに立地する。
1963年4月から2008年12月まで操業していた「ハネックス加古川工場」（旧：羽田ヒューム管）の跡地を日本商業開発株式会社に譲渡後、ショッピングセンターを開業した。
2010年（平成22年）4月1日に、「マックスバリュ東加古川店」をオープンして専門店については4月9日以降に順次オープンした。
SC出店計画では、マックスバリュの営業予定時間は24時間営業であった。
開業当初はマックスバリュ西日本が運営していたが、企業合併により2024年（令和6年）3月1日からはフジが運営している。

## 主な店舗
- マックスバリュ
- サンドラッグ

## 交通アクセス
- 鉄道
  - JR神戸線（山陽本線） 東加古川駅下車。- 神姫バス「東加古川（国道側）バス停」より、国道土山経由福里・明石駅行きに乗車。「城の宮バス停」下車すぐ[広報 3]。
- 自動車
  - 加古川バイパス明石西ICを降り右折、県道514号を南へ、清水交差点を右折、国道2号線を西に直進[広報 3]。

#### 広報資料・プレスリリースなど一次資料
1. ↑  固定資産の譲渡及び取得に関するお知らせ 株式会社ハネックス
2. ↑  “イオンタウン東加古川ショッピングセンター”.   日本商業開発株式会社]（実績紹介）. 2013年6月9日時点のオリジナルよりアーカイブ。2024年8月3日閲覧。
3. 1 2 3 4  イオンタウン東加古川ショッピングセンター 4月1日(木)マックスバリュ東加古川店オープン!! - マックスバリュ西日本（株）2010年3月30日付け・ニュースリリース
4. ↑  “地元に、新しいつながりを 新生“株式会社フジ”がスタートします！” (PDF).   FUJI (2024年2月27日). 2024年6月10日閲覧。

## 参考資料
- 株式会社ハネックス・沿革